# Zignisis phorinema
Zignisis phorinema is een zachte koraalsoort uit de familie Isididae. De koraalsoort komt uit het geslacht Zignisis. Zignisis phorinema werd in 1998 voor het eerst wetenschappelijk beschreven door Alderslade. 